# 石橋弘
石橋 弘（いしばし ひろし、大正5年（1916年）10月1日 - ）は日本の実業家、政治家。元境港市議会議員（副議長）。旧姓松井。医師松井功の実兄。境港造船（株）代表取締役石橋雄器のは婿養子。

## 経歴
鳥取県西伯郡淀江町（現米子市）出身。
昭和17年（1942年）早稲田大学商学部卒業。同年合名会社石橋造船鉄工所代表社員に就任。昭和18年（1943年）（株）石橋造船鉄工所代表取締役就任。昭和32年（1957年）境港造船（株）代表取締役就任。

## 所属団体（肩書）
- 昭和26年（1951年） - 境港地区造船協議会会長[1]
- 昭和42年（1967年） - 日本小型船舶工業会山陰支部理事副支部長[1]
- 昭和52年（1977年） - 境港地区造船（協）理事長[1]
- 昭和60年（1985年） - 鳥取県海事振興協会会長[2]、（社）中国小型船舶工業会理事[2]

## 人物像
尊敬する人物は西郷隆盛、上杉謙信。座右の銘は「百術は一誠にしかず」。趣味は旅行、カメラ、読書。住所は境港市岬町。

## 家族・親族

### 石橋家
（鳥取県境港市岬町）
- 祖父・兼松[3]
- 祖母・しも[3]
- 母・ヨシ[3]

明治27年（1894年）生～没
- 妻・タカ子（同市岬町出身[3]）
- 長女、次女[1]、三女[1]
- 長女の夫(婿養子)・雄器[1]

### 親戚
- 弟・松井功（松井医院医師、金沢医科大学卒[1]）

松井家六代目当主・松井久雄三男。

## 賞
- 1984年 - 運輸大臣表彰（海事功労者）[1]